# Красноборська операція
Красноборська операція відбувалася в часі з 10 по 27 лютого та 19 березня — 2 квітня 1943 року; її завданням визначалося спільно з військами Волховського фронту оточити та знищити нацистське Мгинсько-Синявінське угрупування 18-ї армії.
У лютому — березні 1943 року наступальні дії обох фронтів здійснювалися за єдиним планом, затвердженим Ставкою ВГК та були логічним продовженням операції «Іскра». Разом з тим ці дії були частиною загального наступу радянських військ у північно-західному напрямку в рамках операції «Полярна Зірка».

## Становище підЛенінградомна початок лютого 1943 року
У другій половині лютого відразу після подолання блокади Ленінграда 2-й ударній та 67-й армії не вдалося розвинути досягнутий успіх, чим не було задоволене військове керівництво зі Ставки ВГК. Мгінсько-Синявінський виступ і далі перебував у руках противника, німцями також контролювалася Кіровська залізниця.
Зважаючи на те, що загальне фронтове становище схилялося в радянську сторону, Ставка ВГК вирішує не призупиняти наступ під Ленінградом, навіть більше — здійснити в лютому загальний наступ у північно-західному напрямку, що дістав назву «Полярна Зірка».
Розбиття Мгінсько-Синявінського нацистського угрупування частинами Ленінградського та Волховського фронтів мало посприяти успішному початку наступу фронту Північно-Західного, котре було заплановане на 19 лютого. Керувати діями трьох фронтів мав маршал Георгій Жуков; у результаті операції «Полярна Зірка» мали бути розбита нацистська група армій «Північ» та знято блокаду Ленінграда.

## Задум операції радянського наступу в лютому 1943 року під Ленінградом
Ставка ВГК 1 лютого 1943 року наказує військам Волховського та Ленінградського фронтів директивою № 30034 «з огляду на те, що фронтальні удари в районі Синявіно до цього часу не принесли відповідних результатів», не припиняючи наступу силами 2-ї ударної (генерал Володимир Романовський) та 67-ї армій (генерал Михайло Духанов), провести додаткові удари із флангів, маючи за мету оточити нацистську Мгінсько-Синявінську збройну групу. Флангові удари по німецькому угрупуванню мали здійснити 54-та армія (генерал Олександр Сухомлин) Волховського фронту з-під Смердині у напрямі Васькіни Ниви — Шапки, та 55-та армія (генерал Володимир Свиридов) Ленінградського фронту із районів Івановське й Рождествено напрямом на Мгу — Тосно. Кінцевими діями операції — згідно з планом — чотири радянські армії мали оточити Мгінсько-Синявінське німецьке угрупування і вийти на лінію Ульяновка — Тосно — Любань.
Плани операції були масштабними, проте часу, необхідного для підготовки, відводилося вельми мало; керівництву фронтів у короткі терміни мало розробити деталізований план майбутнього наступу, забезпечити наступаючі частини набоями, паливом, провізією, здійснити великі перегрупування підрозділів між арміями, організувати ударні угрупування.
45-та (полковник Савелій Путилов) й 63-тя гвардійські (генерал Микола Симоняк), 268-ма стрілецька дивізія (полковник Семен Борщев) та інші частини, котрі у складі 67-ї армії діяли при прориві блокади, поспішно поповнюються та включаються до складу 55-ї армії. 372-га стрілецька дивізія (полковник Петро Радигін) й кілька артилерійських дивізіонів із складу 2-ї ударної армії передаються до 54-ї. Викликав сумніви та побоювання можливий подальший наступ 2-ї ударної та 67-ї армій — з огляду на чисельні втрати, яких вони зазнали, однак поповнення не отримали ні в бійцях, ані у воєнній техніці. Разом з тим, радянське керівництво не без підстав вважало, що наступ у січні примусив би німецьке керівництво 18-ї армії стягнути резерви під Мгу та послабити фланги, це призвело до недооцінки сил противника. Підготовку до операції станом на 8 лютого закінчити не вдалося, момент наступу переноситься на 10 лютого.

## Співвідношення сил перед початком операції
СРСР
До ударного угрупування 55-ї армії входили 43-тя стрілецька (полковник Ян Синкевич), 45-та та 63-тя гвардійські стрілецькі дивізії, 34-та лижна бригада (підполковник Яків Потєхін), 31-й гвардійський танковий полк прориву — загалом близько 33 000 військових та 24 танки. Після першопочаткового успіху мали перейти до наступу решта сил наступу — 5 стрілецьких дивізій, 3 лижні та стрілецькі бригади, танкове угрупування зі складу 1-ї Червонопрапорної танкової бригади, 226-ї окремої танкової бригади, 46-го гвардійського танкового полку прориву й 2-х батальйонів бронеавтомобілів — загалом 152 танки, САУ і 44 бронеавтомобілі. Так як наступ планувалося проводити вздовж залізниці, 55-й армії був приданий 71-й окремий дивізіон бронепоїздів — бронепоїзди «Народний месник» та «Сталінець».
З повітря наступ прикривала авіація 13-ї Ленінградського — (від 218 до 310 літаків) (командував генерал Степан Рибальченко) та 14-та повітряні армії (генерал Іван Журавльов).
Третій Рейх
На даному фронтовому відтинку тримали оборону частини 250-ї іспанської «Блакитної» дивізії загальною чисельністю приблизно 4500 військових при 24 гарматах, та 4-та поліцейська дивізія СС.

## Бойові дії в часі з 10 по 27 лютого
10 лютого велася 2-годинна артилерійська підготовка, яку здійснювали до 1000 гармат й мінометів; ударне угрупування 55-ї армії починає наступ з-під Колпіно в напрямках Ульяновки та Мги. В напрямку Ульяновки радянські війська долають оборону противника, до кінця дня 63-тя гвардійська дивізія займає Красний Бор та станцію Поповку; 72-га стрілецька дивізія (полковник Ілля Ястребов) зайняла Стару Мизу. Фронтова авіація завдавала ударів по Гамболово, Корделево, Слуцьку, Ульяновському, після того — силами 277-ї авіаштурмової дивізії (полковник Федір Хатминський) — по німецьких артилерійських та мінометних скупченнях поблизу Красного Бору, Захож'я, Пушкіна, Старої Мизи. В донесенні за той день повідомлялося, що радянська авіація знищила до 20 автомобілів, 1 залізничний ешелон на перегоні Мга — Пустинька, придушено вогонь до 20 артбатарей й 19 мінометів, літаками та зенітною артилерією збито 9 літаків Люфтваффе, зокрема До-215, Ме-109, Ю-88, у повітряному бою біля Ям-Іжори — Fw 190; втрачено 5 літаків (Іл-2, Ла-5, П-40).
11 лютого в ході боїв 45-та гвардійська стрілецька дивізія вибиває противника з Мішкіно; середнє просування вглиб німецької оборони за перші 2 дні наступу склало 5 кілометрів. Для посилення наступу до бою вводиться рухома група — 35-та лижна (підполковник В. О. Волков) та 122-га танкова бригади (по 11 лютого — полковник Яків Давидов), загальне керування якими здійснював генерал М. І. Любимцев. Проте частини 250-ї іспанської дивізії змогли закріпитися, незважаючи на великі втрати, південніше Красного Бору та по березі річки Іжори і в запеклих боях змогли протриматися до приходу підмоги. Німецьку оборону посилюють 212-ю та 215-ю дивізією, радянський наступ зупинено на цьому напрямі. Того дня радянська авіація в повітряних боях втратила не менше 5 літаків, німецькі втрати — по радянських даних — склали 9 збитих літаків; іще один радянський літак був збитий 12 лютого. 13 лютого радянські передові частини зіштовхуються із німецькими силами підкріплення — в тому числі частини 96-ї й 121-ї піхотної дивізій, після чого бої приймають позиційний характер.
14 лютого в повітряних боях було збито 5 німецьких та 4 радянські літаки — по радянських даних.
15 лютого відбувся повітряний бій, збито один ЛаГГ-3 та ще 3 літаки, нацистські втрати склали 1 літак.
На лівому фланзі наступу до 17 лютого у напрямі Мги 43-тя стрілецька дивізія та 34-та лижна бригада змогли на 4 кілометри відтіснити поліцейську дивізію СС до річки Тосна. 56-та бригада морської піхоти вводиться до бою для підсилення наступу; форсує Неву по льоду поблизу Івановського та займає плацдарм, проте інші радянські з'єднання не змогли підтримати та розвинути даний успіх; того дня радянська авіація втратила іще 1 літак. Після кількох днів боїв особовий склад 56-ї бригади майже цілком загинув; ті, що вціліли, змушено покидають плацдарм. 21 лютого в повітряних боях було збито 2 німецькі літаки, втрати радянської сторони склали 3, 22-го Люфтваффе в повітряних боях недорахувалися іще 2 літаків, 23-го втрачено 2 радянські та підбито 1 німецький літак.
Німецьке керівництво посилює оборону частинами 11-ї, 21-ї, 24-ї та 227-ї дивізій, 2-ї бригади СС та Фламандського легіону, подальший радянський наступ 55-ї армії на цій ділянці не розвинувся. 27 лютого радянський наступ припиняється, загалом частини 55-ї армії на фронтовому відтинку 14—15 кілометрів змогли просунутися вглиб на 4—5 км вздовж Московської залізниці, поставлене керівництвом завдання виконане не було.
54-та армія Волховського фронту змогла добитися іще менших успіхів, хоча згідно з планом 55-та армія мала із нею з'єднатися та створити кільце навколо німецького Мгінсько-Синявінського угрупування. Для наступальних дій тут було залучено 10 стрілецьких дивізій, 3 стрілецькі бригади, 3 танкові полки, артилерійські й інженерні частини — понад 70 000 чоловік. Наступ здійснювався вздовж річки Тигода на 9-кілометровому відрізку Макар'євська Пустинь — Смердиня — Кородиня. Лише на другу добу частини 198-ї (до 22 лютого та з 13 березня керував полковник Василь Данилюк, з 23 лютого по 13 березня — генерал Іван Кравцов) та 311-ї стрілецьких дивізій (по 21 лютого командир — полковник Теодор-Вернер Свіклін, по ньому — полковник Федір Андреєв) за підтримки 124-го окремого танкового полку змогли наблизитися до основного оборонного німецького рубежа, німецькі сили у відповідь здійснюють ряд контратак з флангів та по річці Лезна. До 16 лютого на цьому відтинку радянський наступ призупинився, багато підрозділів опинилися в оточенні. Частини 67-ї армії станом на 18 лютого виходять до села Арбузово, зрізавши кут біля 8-ї ГЕС. У ніч з 20-го на 21 лютого оточені радянські частини змогли вийти з оточення — лише близько 100 чоловік. До 27 лютого війська змогли просунутися по фронту до 5 км та вглиб на 3-4 кілометри.
Частини Північно-Західного фронту в наступі досягли також лише часткових успіхів.

## Підготовка до подальшого наступу
27 лютого з'являється директива Ставки ВГК № 30057, в якій констатувався неуспіх проведеної наступальної операції силами Волховського та Ленінградського фронтів. Військам 2-ї ударної, 54-ї, 55-ї та 67-ї армії наказувалося тимчасово припинити спроби наступу та провести закріплення на зайнятих рубежах; командири фронтів до 3 березня мали надати свої міркування щодо проведення чергової спільної наступальної операції.
Незважаючи на невдачу, радянське військове керівництво розраховувало здійснити план «Полярна зірка» в березні, однак цілі були поставлені значно менші. Згідно з відкоригованим планом, 4 березня Північно-Західний фронт мав розпочати наступ у напрямі Старої Русси, 14 березня до наступу б доєдналися 8-ма армія Волховського й 55-та армія Ленінградського фронтів із попереднім завданням — оточити та ліквідувати Мгінсько-Синявінське німецьке угрупування. 8-й армії ставилося завдання подолати нацистську оборону на відрізку Вороново — Лодва та зайняти район Сологубівка — Муя і, перетнувши ворожі комунікації, вийти в тил Мгінсько-Синявінському угрупуванню. 55-та армія мала наступати з району Красний Бор — Піщанка у напрямі Ульяновки, зайняти Сабліно, перетнути залізничне та шосейне сполучення на відтинку Ульяновка — Мга та в подальшому наступати на Войтолово, де мали злучитися із силами 8-ї армії, зімкнувши кільце оточення. На той час нацистські сили тримали оборону по лінії колгосп Пушкіно — Коттелово — Самсоновка — Корделєво — колгосп Красний Бор — Поркузі — Торфорозробки — північна частина Івановського.
На початку березня 1943 року різко змінюється становище на півдні радянсько-німецького фронту — починається Третя битва за Харків, операція «Полярна Зірка» практично відміняється. Однак 5 березня підрозділи Північно-Західного фронту починають наступ; сили Волховського та Ленінградського фронтів до 14 березня не встигають підготуватися до наступу, набої не були підвезені в належній кількості, початок наступу переноситься на 19-те. Сили Північно-Західного фронту на той час вже завершували наступальну операцію, не добившись успіху, в повітряному бою 9-го було збито 1 радянський літак; повністю наступ припинено 17 березня. За цих обставин частини Волховського й Ленінградського фронтів починають чергову спробу розбиття Мгінсько-Синявінського німецького угрупування.

## Бойові дії 19 березня— 2 квітня
19 березня починає наступ 55-та армія від Красного Бору у напрямі на Ульяновку, у першому ешелоні діяли 46-та (генерал Омелян Козик), 72-га, 123-тя (полковник Олександр Іванов), 131-ша (полковник Федір Комаров) та 291-ша стрілецькі дивізії (полковник Василь Зайончковський), якім для посилення були придані, зокрема, 3 танкові, 56-та й 250-та окремі стрілецькі бригади. На цій ділянці фронту оборону тримали 269-та піхотна дивізія, 3 батальйони Фламандського легіону, 2-га піхотна бригада СС, естонський Східний батальйон № 659; на флангах підтримували 24-та піхотна та 250-та іспанська дивізії.
13-та (полковник Павло Федоров), 189-та (полковник Олександр Корнілов), 224-та (полковник Степан Герасименко), 268-ма стрілецькі дивізії та 30-та гвардійська танкова бригада, що були в другому армійському ешелоні, мали завданням наступати у напрямі на Войтолово для з'єднання з підрозділами Волховського фронту.
На початковій стадії сили 55-ї армії змогли прорвати фронт на ділянці 6,5 кілометрів та просунутися вглиб на 500 метрів — 2,5 км; були полонені зі складу естонського Східного батальйону. У повітряних боях того дня було збито 8 радянських — у тому числі Як-1 і Як-7Б — та 9 німецьких літаків, знищено 2 ешелони, 11 артилерійських, 11 зенітних та 10 мінометних батарей. 20 березня у повітряних боях було збито 6, при бомбардуванні аеродрому знищено 8 німецьких літаків, радянських збито 5. 21 березня в повітряних боях втрати німецьких сил склали 3 літаки, радянських — 4 (у тому числі МіГ-3); зіткнення відбувалися у небі біля Корделево та Корчмино.
При подальших наступальних боях передові частини 268-ї стрілецької дивізії за підтримки 55-ї стрілецької бригади просунулися вглиб німецької оборони на 8-10 кілометрів, та досягають Сабліно й Ульяновки, проте в швидкому часі контратакою противника відрізані від головних сил. 26 березня оточені змогли зняти блокування та іще просунутися вглиб до 3-х кілометрів, однак на цьому наступ скінчився.
Противник отримує підкріплення — частини 5-ї гірсько-піхотної, 58-ї, 170-ї й 254-ї піхотних дивізій та 502-й важкий танковий батальйон; після того за підтримки до 200 літаків та артилерії починаються постійні контратаки, радянські сили змушено відходять на початкові рубежі.
23 березня на Красноборській ділянці весь день велися повітряні бої, було збито 19 німецьких та 8 радянських літаків; 24-го — 4 й 1 відповідно — поблизу села Чорна Річка.
25 березня керівництво Ленінградського фронту випускає черговий наказ із критикою проміжних результатів операції та наказує за будь-яку ціну зайняти Ульяново та Сабліно. Після цього наказу з'єднання армії неодноразово намагалися поновити наступ, однак кожного разу наражалися на твердий спротив і успіху не досягли. Разом із силами 55-ї армії наступати намагалася і 8-ма армія Волховського фронту на ділянці південніше Вороново; після 3-х днів боїв підрозділи змогли подолати німецьку оборону від Воронова до Лодви у напрямі на Карбусель завширшки в 8 кілометрів та вглиб 2-5 км, рухома група по цьому змогла перетнути залізницю Мга — Кіріши східніше станції Туришкіно. Після цього німецьке керівництво посилює оборону ділянки фронту, наступ 8-ї армії зупинено.
30 березня повітряні бої тривали, того дня радянська авіація втратила 6 літаків.
2 квітня Ставка ВГК наказує підрозділам Волховського та Ленінградського фронтів тимчасово припинити наступ.

## Результати бойових дій
Під час двох спроб наступу в лютому та березні — початку квітня 1943 року частини Волховського й Ленінградського фронтів не змогли виконати поставлених завдань — оточити та ліквідувати Мгінсько-Стнявінське угрупування, налагодивши постійний залізничний зв'язок Ленінграду з «материковим» СРСР.
Наступ був провальним, однак командувач військ Ленінградського фронту Говоров доповідав Верховному головнокомандувачу — 1 квітня по результатах боїв — про позитивний результат — зірвання більш ніж сумнівної можливості німецького наступу в напрямі Колпіно. Климент Ворошилов, представник Ставки ВГК при Волховському фронті, що займався координацією дій двох фронтів, доповідав, що не було виконано завдань та зазнано втрат, бо фронти погано готувалися до операції.
В напрямі Красного Бору частини 55-ї армії займали відвойовані позиції до січня 1944 року.
Згідно з оцінками російського історика Г. Шигіна, загальні втрати радянських військ у часі проведення операції становили понад 150 тис. чоловік, зокрема втрати в лютому 2-ї ударної й 67-ї армій — 55—57 тис., 54-ї й 55-ї армій у лютому — 38—40 тис., 8-ї та 55-ї армій у березні — на початку квітня — 57—58 тис. осіб. Історик Д. Гланц наводить втрати в 150 тис., з них 35 тис. загиблими. В селі Феклистово знаходиться братська могила — 342 людей — 35 окремої лижної бригади.
Німецькі дані приводять втрати групи армій «Північ» в лютому — 38847 чоловік, березні — 39268, з урахуванням втрат 16-ї армії, котра діяла проти Північно-Західного фронту. Із Фламандського легіону в живих після Красноборської операції лишилося 45 чоловік. 250-та іспанська дивізія втратила до 70 % особового складу.

## Вшанування
Звання Героя СРСР вдостоєні, зокрема:
- Іриней Беляєв (посмертно, аж у 1991-му),
- командир ланки 123-го винищувального авіаполку 7-го авіаційного винищувального корпусу ППО Василь Харитонов.